# Haliclona nodosa
Haliclona nodosa är en svampdjursart som först beskrevs av Thiele 1905.  Haliclona nodosa ingår i släktet Haliclona och familjen Chalinidae. Inga underarter finns listade i Catalogue of Life.